# Joel Schumacher
Joel T. Schumacher (New York, 1939. augusztus 29. – New York, 2020. június 22.) amerikai filmrendező, forgatókönyvíró és producer.

## Élete és pályafutása
1939-ben született New Yorkban. Édesanyja svéd-zsidó családból származott, édesapja tősgyökeres amerikai.
Tanulmányait a Parsons The New School for Design iskolában végezte, majd divattervezőként kezdett dolgozni. Figyelme hamar a filmszakma felé fordult, Los Angelesbe költözött, ahol jelmeztervezőként helyezkedett el. Az 1970-es években forgatókönyvírói munkákat kapott.
Első filmes rendezése, a Csökke-nő, bár nem aratott osztatlan sikert a kritikusok körében, megalapozta Schumacher hollywoodi karrierjét. Legnagyobb sikereit a Batman-történetek filmes adaptációjával aratta.

## Magánélete
Homoszexualitását nyíltan vállalta. Többen azzal bírálták, hogy ő is hozzájárult ahhoz a jelenséghez, mely szerint a melegek és leszbikusok hosszú időn keresztül csak negatív szereplőként jelentek meg hollywoodi filmekben.

## Filmográfia

### Film

#### Rendező és író
| Év   | Magyar cím                           | Eredeti cím                    | Feladatkör | Feladatkör |
| Év   | Magyar cím                           | Eredeti cím                    | Rendező    | Író        |
| ---- | ------------------------------------ | ------------------------------ | ---------- | ---------- |
| 1976 |                                      | Sparkle                        | Nem        | Igen       |
| 1976 | Retkes verdák rémei                  | Car Wash                       | Nem        | Igen       |
| 1978 | A Wiz                                | The Wiz                        | Nem        | Igen       |
| 1981 | Csökke-nő                            | The Incredible Shrinking Woman | Igen       | Nem        |
| 1983 | Simlis taxisok                       | D.C. Cab                       | Igen       | Igen       |
| 1985 | Szent Elmo tüze                      | St. Elmo's Fire                | Igen       | Igen       |
| 1987 | Az elveszett fiúk                    | The Lost Boys                  | Igen       | Nem        |
| 1989 | Unokatestvérek                       | Cousins                        | Igen       | Nem        |
| 1990 | Egyenesen át                         | Flatliners                     | Igen       | Nem        |
| 1991 | A szerelem erejével                  | Dying Young                    | Igen       | Nem        |
| 1993 | Összeomlás                           | Falling Down                   | Igen       | Nem        |
| 1994 | Az ügyfél                            | The Client                     | Igen       | Nem        |
| 1995 | Mindörökké Batman                    | Batman Forever                 | Igen       | Nem        |
| 1996 | Ha ölni kell                         | A Time to Kill                 | Igen       | Nem        |
| 1997 | Batman és Robin                      | Batman & Robin                 | Igen       | Nem        |
| 1999 | 8 milliméter                         | 8mm                            | Igen       | Nem        |
| 1999 | Hibátlanok                           | Flawless                       | Igen       | Igen       |
| 2000 | Tigrisek földjén                     | Tigerland                      | Igen       | Nem        |
| 2002 | Rossz társaság                       | Bad Company                    | Igen       | Nem        |
| 2002 | A fülke                              | Phone Booth                    | Igen       | Nem        |
| 2003 | Lapzárta – Veronica Guerin története | Veronica Guerin                | Igen       | Nem        |
| 2004 | Az operaház fantomja                 | The Phantom of the Opera       | Igen       | Igen       |
| 2007 | A 23-as szám                         | The Number 23                  | Igen       | Nem        |
| 2009 |                                      | Town Creek                     | Igen       | Nem        |
| 2010 | 12 – A romlás napjai                 | Twelve                         | Igen       | Nem        |
| 2011 | Túszjátszma                          | Trespass                       | Igen       | Nem        |
| 2011 |                                      | Man in the Mirror (rövidfilm)  | Igen       | Nem        |

#### Egyéb
| Év   | Magyar cím                       | Eredeti cím                   | Feladatkör             | Filmrendező      |
| ---- | -------------------------------- | ----------------------------- | ---------------------- | ---------------- |
| 1972 | Szerepcserepek                   | Play It as It Lays            | jelmeztervező          | Frank Perry      |
| 1973 | Szerelmes Blume                  | Blume in Love                 | jelmeztervező          | Paul Mazursky    |
| 1973 | Sheila meghalt és New Yorkban él | The Last of Sheila            | jelmeztervező          | Herbert Ross     |
| 1973 | Hétalvó                          | Sleeper                       | jelmeztervező          | Woody Allen      |
| 1975 | A második utca foglyai           | The Prisoner of Second Avenue | jelmeztervező          | Melvin Frank     |
| 1978 | Vívódások                        | Interiors                     | jelmeztervező          | Woody Allen      |
| 1995 | A babysitter                     | The Babysitter                | vezető filmproducer    | Guy Ferland      |
| 1998 | Isten hozta Hollywoodban         | Welcome to Hollywood          | színész önmaga (cameo) | Adam Rifkin      |
| 2000 | Pletyka                          | Gossip                        | vezető filmproducer    | Davis Guggenheim |
| 2019 |                                  | Halston                       | színész önmaga         | Frédéric Tcheng  |